# 束晓梅
束晓梅（1962年—），江苏丹阳人，汉族，中华人民共和国政治人物、全国人民代表大会贵州地区代表。
毕业于重庆医科大学儿科学院儿科学神经专业。担任遵义医学院附属医院儿科主任。2008年起担任全国人大代表。2013年，担任全国人大代表。